# Oliver Stockwell
Oliver Stockwell (Welwyn Garden City, 7 giugno 2002) è un ciclista su strada e ciclocrossista britannico che corre per il team Bahrain Victorious. È professionista dal 2025.

## Palmarès

### Strada
- 2019 (Juniores)

Campionati britannici, Prova in linea Junior

#### Altri successi
- 2019 (Juniores)

1ª tappa Sint-Martinusprijs Kontich (Kontich, cronosquadre)
- 2022 (Cycling Team Friuli)

1ª tappa Giro della Regione Friuli Venezia Giulia (Lavariano > Lavariano, cronosquadre)

## Piazzamenti

### Competizioni mondiali
- Campionati del mondo su strada

Fiandre 2021 - In linea Under-23: 110º
Wollongong 2022 - In linea Under-23: 68º
Zurigo 2024 - In linea Under-23: ritirato
- Campionati del mondo di ciclocross

Dübendorf 2020 - Junior: 11º
Ostenda 2021 - Under-23: 32º

### Competizioni continentali
- Campionati europei di ciclocross

Silvelle 2019 - Junior: 26º
Rosmalen 2020 - Under-23: 29º